# Cross (Wisconsin)
Cross è un comune degli Stati Uniti, situato in Wisconsin, nella Contea di Buffalo.